# 沃爾切德勒姆
沃爾切德勒姆是保加利亞的城鎮，位於該國西北部，距離首府蒙塔納40公里，由蒙塔納州負責管轄，面積121.13平方公里，海拔高度108米，2009年人口3,817，居民主要信奉東正教。

## 外部連結
- Valchedram municipality website （页面存档备份，存于） （保加利亚文）

43°42′N 23°27′E / 43.700°N 23.450°E